# Аутономне републике Совјетског Савеза
Аутономне совјетске социјалистичке републике (АССР) Совјетског Савеза, биле су административне јединице одређених народа унутар Совјетског Савеза. Аутономне републике имале су нижи статус од конститутивних република Совјетског Савеза, али су по нивоу аутономије биле на вишем степену од аутономних области и аутономних округа.
За разлику од конститутивних република, аутономне нису имале право отцепљења од Совјетског Савеза. Њихов степен политичке, административне и културне аутономије варирао је у одређеним периодима совјетске историје, а највиши је био током 1920-их, 1950-их након Стаљинове смрти и током владавине Леонида Брежњева.
Списак Аутономних република унутар појединих контитутивних република:

## Азербејџанска Совјетска Социјалистичка Република
- Нахчиванска Аутономна Совјетска Социјалистичка Република (данас Нахчиван)

## Грузијска Совјетска Социјалистичка Република
- Абхаска Аутономна Совјетска Социјалистичка Република (данас Абхазија)
- Аџарска Аутономна Совјетска Социјалистичка Република (данас Аџарија)

## Руска Совјетска Федеративна Социјалистичка Република
- Башкирска Аутономна Совјетска Социјалистичка Република (данас Башкирија)
- Бурјатска Аутономна Совјетска Социјалистичка Република (данас Бурјатија)
- Дагестанска Аутономна Совјетска Социјалистичка Република (данас Дагестан)
- Јакутска Аутономна Совјетска Социјалистичка Република (данас Јакутија)
- Кабардино-Балкарска Аутономна Совјетска Социјалистичка Република (данас Кабардино-Балкарија)
- Калмичка Аутономна Совјетска Социјалистичка Република (данас Калмикија)
- Карелијска Аутономна Совјетска Социјалистичка Република (данас Карелија)
- Коми Аутономна Совјетска Социјалистичка Република (данас Комија)
- Мариј Аутономна Совјетска Социјалистичка Република (данас Мариј Ел)
- Мордовијска Аутономна Совјетска Социјалистичка Република (данас Мордовија)
- Северно Осетска Аутономна Совјетска Социјалистичка Република (данас Северна Осетија)
- Татарска Аутономна Совјетска Социјалистичка Република (данас Татарстан)
- Тувинска Аутономна Совјетска Социјалистичка Република (данас Тува)
- Удмуртска Аутономна Совјетска Социјалистичка Република (данас Удмуртија)
- Чеченско-Ингушка Аутономна Совјетска Социјалистичка Република (данас Чеченија и Ингушетија)
- Чувашка Аутономна Совјетска Социјалистичка Република (данас Чувашија)

Горно-Алтајска Аутономна Област (данас Република Алтај), Адигејска Аутономна Област (данас Адигеја) и Хакасијска Аутономна Област (данас Хакасија) уздигнуте су на састус Аутономних република 1991. године, непосредно пред распад Совјетског Савеза. Само је Јеврејска Аутономна Област задржала статус области у Русији.
Аутономне републике које су у одређеном периоду раније историје Совјетског Савеза биле део Руске СФСР:
- Чеченско-Ингушка Аутономна Совјетска Социјалистичка Република (1936—1944, 1957—1990)
- Кримска Аутономна Совјетска Социјалистичка Република (18. октобар 1921. — 30. јун 1945; данас Аутономна Република Крим унутар Украјине)
- Карелијска Аутономна Совјетска Социјалистичка Република (1923—1940, 1956—1991)
- Казашка Аутономна Совјетска Социјалистичка Република (1925—1936; данас Казахстан)
- Киргиска Аутономна Совјетска Социјалистичка Република (1926—1936; данас део Казахстана и Киргистана)
- Планинска Аутономна Совјетска Социјалистичка Република (1922—1924; расподељена на више мањих севернокавкаских република)
- Туркестанска Аутономна Совјетска Социјалистичка Република (1918—1924; данас Казахстан, Киргистан, Таџикистан, Туркменистан и Узбекистан)
- Аутономна Совјетска Социјалистичка Република Поволшких Немаца (1918—1941)

## Узбечка Совјетска Социјалистичка Република
- Каракалпачка Аутономна Совјетска Социјалистичка Република (данас Каракалпакија)
- Таџичка Аутономна Совјетска Социјалистичка Република (1924—1929; године 1929. унапређена у Таџичку Совјетску Социјалистичку Републику, данас Таџикистан)

## Украјинска Совјетска Социјалистичка Република
- Молдавска Аутономна Совјетска Социјалистичка Република (1924—1940; године 1940. прикључењем територије унапређена у Молдавску Совјетска Социјалистичка Република, данас Молдавија)
- Кримска Аутономна Совјетска Социјалистичка Република (12. фебруар 1991; Кримска Област унапређена је у Аутономну републику након референдума 20. јануара 1991; данас Аутономна Република Крим)